# بروس هنتر
بروس هنتر (بالإنجليزية: Bruce Hunter)‏ هو سياسي أمريكي، ولد في 22 يونيو 1955 في ألما في الولايات المتحدة. حزبياً، نشط في Iowa Democratic Party ‏ والحزب الديمقراطي. وقد انتخب عضو مجلس نواب ولاية ايوا.